# Конистану (Коздигаринський сільський округ)
Кониста́ну (або Конистау; каз. Қоныстау) — село у складі Кзилкогинського району Атирауської області Казахстану. Адміністративний центр Коздигаринського сільського округу.
Населення — 1511 осіб (2021; 1561 у 2009, 1566 у 1999, 1771 у 1989).